# Зеркало души
„Зеркало души“ е дебютният студиен албум на руската певица Алла Пугачова. Издаден е като двоен албум от фирма „Мелодия“ през февруари 1977 година. Записът се разпръсна със светкавична скорост, така че още през май трябваше да бъдат отпечатани още 10 000 копия. От 1978 година всички фабрики на СССР започват да „разделят“ записите и ги издават поотделно под имената „Зеркало души-1“ и „Зеркало души-2“.
Албумът включва песни в изпълнение на Алла Пугачова, записани през 1975-1977 г. главно от композитора Александър Зацепин. Албумът включва и три песни, написани от самата Пугачова (под псевдонима Борис Горбонос), и по една песен с музика на Борис Ричков и Марк Минков.
До 1983 година албумът е продаден в 7 753 500 копия. Общият тираж на диска, като се вземат предвид всички преиздавания, се приближи до 10 милиона, бяха издадени няколко варианта на диска „за износ“ с списък с песни на английски, френски, испански. Освен това бяха публикувани специални издания на плечи в България („Огледало на душата“) и Чехословакия („Zrkadlo duše-1“) , а в Полша е издадено касетъчно издание като компилация от два албума. 

## Списък на песните

### Първа плоча
| 1. | Бубен шамана (Дайрето на магьосника) | Леонид Дербенев                       | Александър Зацепин | 6:58 |
| 2. | Верю в тебя (Вярвам ти)              | Онегин Гаджикасимов                   | Александър Зацепин | 4:52 |
| 3. | Сонет (Сонет)                        | Уилям Шекспир, Самуил Маршак (превод) | Борис Горбонос     | 3:20 |

| 4. | Приезжай (Идвай)                              | Борис Горбонос                       | Борис Горбонос               | 5:41 |
| 5. | Не отрекаются любя (Обичаш ли, не се отричай) | Вероника Тушнова                     | Марк Минков                  | 4:08 |
| 6. | Песенка про меня (Песничка за мен)            | Леонид Дербенев                      | Александър Зацепин           | 3:33 |
| 7. | Женщина, которая поёт (Жена, която пее)       | Кайсин Кулиев, Наум Гребнев (превод) | Борис Горбонос, Леонид Гарин | 4:13 |

### Втора плоча
| 8.  | Всё могут короли (Всичко могат кралете)           | Леонид Дербенев | Борис Ричков       | 3:02 |
| 9.  | Куда уходит детство (Къде отива детството)        | Леонид Дербенев | Александър Зацепин | 4:50 |
| 10. | Волшебник-недоучка (Недоученият вълшебник)        | Леонид Дербенев | Александър Зацепин | 3:19 |
| 11. | Полно вокруг мудрецов (Наоколо е Пълно с мъдреци) | Леонид Дербенев | Александър Зацепин | 4:31 |

| 12. | Мы не любим друг друга (Ние не се обичаме)    | Леонид Дербенев | Александър Зацепин | 3:33 |
| 13. | Если долго мучиться (Ако дълго се измъчваш)   | Леонид Дербенев | Александър Зацепин | 2:44 |
| 14. | До свиданья, лето (Довиждане, лято)           | Леонид Дербенев | Александър Зацепин | 4:34 |
| 15. | Любовь одна виновата (Любовта е само виновна) | Леонид Дербенев | Александър Зацепин | 3:16 |
| 16. | Найди себе друга (Намери си приятел)          | Леонид Дербенев | Александър Зацепин | 2:34 |